# Red River (Kentucky River)
Der Red River (englisch für „roter Fluss“) ist ein etwa 160 km langer Nebenfluss des Kentucky River im östlichen Zentrum von Kentucky (USA).
Er entspringt in den Bergen des Cumberland-Plateau an der Grenze des Wolfe County zum Magoffin County, ungefähr 24 km östlich von Campton. Er fließt generell ostwärts, durch die Schlucht „Red River Gorge“ im Daniel Boone National Forest, dann an Stanton und Clay City vorbei. Ungefähr 18 km südöstlich von Winchester, KY mündet er in den Kentucky River.
1993 wurde ein 32 km langer Abschnitt mit hohen Sandsteinklippen, Wasserfällen und 48 natürlichen Brücken in der Red River Gorge von der amerikanischen Bundesregierung als „National Wild and Scenic River“ ausgezeichnet.